# مایکل وایت (نویسنده)
مایکل وایت (انگلیسی: Michael White؛ زادهٔ ۱۹۵۹ – درگذشته ۶ فوریهٔ ۲۰۱۸) نویسنده بریتانیایی است که اصالتش به منطقه پرت در استرالیا بازمی‌گردد. او بین سال‌های ۱۹۷۷ تا ۱۹۸۲ در دانشگاه کینگز لندن تحصیل کرده و از ۱۹۸۴ تا ۱۹۹۱ در آکسفورد شیمی تدریس کرده است.

## آثار
- پاپ و مرتد (۲۰۰۲)